# Liste von Söhnen und Töchtern Roms
Die folgende Liste enthält bedeutende in Rom geborene Persönlichkeiten, unabhängig von ihrem späteren Wirkungskreis.
Die Liste erhebt keinen Anspruch auf Vollständigkeit.

## In Rom geborene Persönlichkeiten

### Vor Christi Geburt
- Gaius Iulius Caesar (100–44 v. Chr.), römischer Staatsmann, Feldherr und Autor
- Marcus Porcius Cato der Jüngere (95–46 v. Chr.), römischer Feldherr und Staatsmann
- Augustus (63 v. Chr. – 14 n. Chr.), römischer Kaiser
- Tiberius (42 v. Chr. – 37 n. Chr.), römischer Kaiser von 14 bis 37 n. Chr.

### Bis 1400
- Titus (39–81), römischer Kaiser von 79 bis 81
- Domitian (51–96), römischer Kaiser von 81 bis 96
- Mark Aurel (121–180), römischer Kaiser
- Geta (189–211), römischer Kaiser vom 4. Februar 211 bis 26. Dezember 211
- Gregor II. (669–731), Papst von 715 bis 731
- Nikolaus I. (820–867), Papst von 858 bis 867
- Pietro Colonna (1260–1326), Kardinal
- Giacomo Gaetano Stefaneschi (1260–1341), Kardinal
- Cola di Rienzo (1313–1354), Politiker und Volkstribun
- Lucido Conti (1388–1437), Geistlicher
- Giuliano Cesarini der Ältere (1398–1444), Kanonist, Diplomat und Kardinal

### 15. Jahrhundert
- Giovanni Battista Mellini (1405–1478), Bischof von Urbino und Kardinal
- Giovanni Conti (1414–1493), Bischof und Kardinal
- Raffaello Maffei (1451–1522), Theologe und Humanist
- Giovanni Colonna (1456–1508), Kardinal
- Fabrizio I. Colonna (1460–1520), Condottiere
- Andrea della Valle (1463–1534), Kardinal
- Franciotto Orsini (1473–1534), Kardinal der römisch-katholischen Kirche
- Cesare Borgia (1475–1507), Renaissanceherrscher
- Pompeo Colonna (1479–1532), Kardinal der römisch-katholischen Kirche, Bischof von Rieti
- Lucrezia Borgia (1480–1519), Fürstin
- Julius III. (1487–1555), Papst von 1550 bis 1555
- Bindo Altoviti (1491–1557), Bankier und Kunstmäzen
- Camillo Orsini (1492–1559), Condottiere
- Giulio Romano (1499–1546), Maler, Architekt und Baumeister
- Pomponio Cecci (ca. 1500–1542), Geistlicher

### 16. Jahrhundert

#### 1501 bis 1550
- Pier Luigi II. Farnese (1503–1547), außerehelicher Sohn von Alessandro Farnese (1468–1549), dem späteren Papst Paul III.
- Tullia d’Aragona (1510–1556), Kurtisane sowie Dichterin und Philosophin der Renaissance
- Leone Orsini (1512–1564), römisch-katholischer Bischof und humanistischer Gelehrter
- Bernardino Maffei (1514–1553), Kardinal
- Prospero Santacroce (1514–1589), Kardinal
- Gianantonio Capizucchi (1515–1569), Kardinal der römisch-katholischen Kirche
- Urban VII. (1521–1590), Papst im Jahr 1590
- Giacomo Savelli (1523–1587), Kardinal der römisch-katholischen Kirche
- Niccolò Caetani di Sermoneta (1526–1585), Erzbischof und Kardinal
- Fulvio Orsini (1529–1600), Späthumanist, Antiquar und Bibliothekar
- Alessandro Sforza (1534–1581), Bischof von Parma und Kardinal
- Silvio Antoniano (1540–1603), Jurist, Theologe, Kardinal
- Alessandro Farnese (1545–1592), Feldherr und Diplomat
- Girolamo Mattei (1547–1603), Kardinal
- Emilio de’ Cavalieri (1550–1602), Komponist, Organist, Diplomat, Choreograf und Tänzer

#### 1551 bis 1580
- Giulio Caccini (1551–1618), Komponist
- Pompeio Arrigoni (1552–1616), Kardinal der römisch-katholischen Kirche
- Paul V. (1552–1621), Papst von 1605 bis 1621
- Celso Cittadini (1553–1627), Dichter, Philologe und Romanist
- Carlo Conti (1556–1615), Bischof von Ancona und Kardinal
- Jacopo Peri (1561–1633), Komponist
- Mutio Vitelleschi (1563–1645), Ordensgeneral
- Antonio Caetani (1566–1624), Kardinal
- Bonifazio Caetani (1567–1617), Bischof von Cassano all’Jonio, Erzbischof von Tarent und Kardinal
- Giovanni Francesco Anerio (1569–1630), Musiker und Komponist
- Luca Antonio Virili (1569–1634), Kardinal
- Pietro Aldobrandini (1571–1621), Kardinal der römisch-katholischen Kirche
- Giovanni Baglione (1571–1643), Maler und Kunstschriftsteller
- Orazio Lancellotti (1571–1620), Kardinal
- Fabrizio Verospi (1571–1639), Kardinal
- Pier Paolo Crescenzi (1572–1645), Kardinal der römisch-katholischen Kirche
- Famiano Strada (1572–1649), Jesuit und Historiker
- Giovanni Battista Leni (1573–1627), Bischof und Kardinal
- Orazio Mattei (1574–1622), Bischof von Gerace
- Tiberio Muti (1574–1636), Bischof von Viterbo und Kardinal
- Giulio Savelli (1574–1644), Erzbischof von Salerno und Kardinal der Römischen Kirche
- Lelio Biscia (1575–1638), Kardinal
- Beatrice Cenci (1577–1599), römische Patrizierin
- Gian Vittorio Rossi (1577–1647), Dichter, Historiker und Philologe
- Orazio Maffei (1580–1609), Erzbischof von Chieti und Kardinal

#### 1581 bis 1600
- Gregorio Naro (1581–1634), Bischof von Rieti und Kardinal
- Gregorio Allegri (1582–1652), Priester, Komponist und Tenorsänger
- Ciriaco Rocci (1582–1651), Erzbischof und Kardinal
- Cosimo de Torres (1584–1642), Kardinal und Erzbischof
- Angelo Caroselli (1585–1652), Maler
- Pierdonato Cesi (1585–1656), Kardinal
- Pietro della Valle (1586–1652), Reisender und Reiseschriftsteller
- Silvestro Aldobrandini (1587–1612), Großprior des Großpriorats von Rom des Souveränen Malteserordens
- Gaspar de Guzmán, Conde de Olivares (1587–1645), spanischer Premierminister zur Zeit Philipps IV.
- Stefano Landi (1587–1639), Sänger, Kapellmeister und Komponist
- Giulio Cesare Sacchetti (1587–1663), Kurienkardinal
- Catherine de Vivonne, Marquise de Rambouillet (1588–1665), französische Adelige, hielt einen literarischen Salon im Hôtel de Rambouillet in Paris ab
- Clemens X. (1590–1676), Papst von 1670 bis 1676
- Alessandro Cesarini (1592–1644) (1592–1644), Bischof und Kardinal
- Prospero Caffarelli (1593–1659), Kardinal
- Artemisia Gentileschi (1593–1653), Malerin des Barock
- Giorgio Bolognetti (1595–1686), Bischof von Rieti
- Alessandro Gottifredi (1595–1652), Ordensgeneral
- Benedetto Molli (1597–1657), Architekt
- Antonio Santacroce (1599–1641), Erzbischof und Kardinal
- Girolamo Verospi (1599–1652), Kardinal und Bischof
- Giovanni Francesco Rossi (nach 1600–nach 1680), Bildhauer am Hofe des polnischen Königs Johann II. Kasimir

### 17. Jahrhundert

#### 1601 bis 1650
- Mario Theodoli (1601–1650), Kardinal der römisch-katholischen Kirche
- Martino Longhi der Jüngere (1602–1660), Architekt
- Giulio Gabrielli der Ältere (1603–1677), Bischof und Kardinal
- Mario Nuzzi (1603–1673), Blumenmaler des römischen Barock
- Orazio Benevoli (1605–1672), Kapellmeister und Komponist
- Francesco Angelo Rapaccioli (1605–1657), Kardinal, Bischof von Terni
- Carlo Roberti (1605–1673), Erzbischof und Kardinal
- Antonio Barberini (1607–1671), Herzog von Urbino, Erzbischof von Reims, Sohn Carlo Barberinis und Neffe des Papstes Urban VIII.
- Alessandro Crescenzi (1607–1688), Bischof und Kardinal
- Fabrizio Savelli (1607–1659), Erzbischof von Salerno, Kardinal
- Carlo Cerri (1610–1690), Bischof und Kardinal
- Luigi Bernini (1612–1681), Bildhauer, Architekt und Maschinenkonstrukteur
- Gaspard Poussin (1615–1675), Landschaftsmaler
- Plautilla Bricci (1616–1705), Malerin und Architektin
- Cosimo Fancelli (1618–1688), Bildhauer
- Marcello Santacroce (1619–1674), Bischof von Tivoli und Kardinal
- Camillo Massimo (1620–1677), Kardinal
- Giacinto Brandi (1621–1691), Maler
- Orazio Mattei (1621–1688), Kardinal
- Felice della Greca (1625–1677), Architekt
- Bernardino Rocci (1627–1680), römisch-katholischer Geistlicher
- Michelangelo Mattei (1628–1699), katholischer Patriarch und Adliger
- Carlo Barberini (1630–1704), Kardinal der römisch-katholischen Kirche
- Vincenzo Albrici (1631–1696), Organist, Kapellmeister und Komponist
- Mattia de Rossi (1637–1695), Ingenieur und Architekt
- Maria Mancini (1639–1715), Mätresse des französischen Königs Ludwig XIV.
- Olympia Mancini (1639–1708), Mätresse des französischen Königs Ludwig XIV. und ab 1657 Gräfin von Soissons
- Giovanni Battista Contini (1642–1723), Architekt
- Savo Millini (1644–1701), Kardinal
- Hortensia Mancini (1646–1699), Mätresse des englischen Königs Karl II.
- Sigismondo Chigi (1649–1678), Kardinal

#### 1651 bis 1700
- Bernardo Maria Conti (1664–1730), Kardinal der römisch-katholischen Kirche
- Carlo Colonna (1665–1739), Kardinal
- Alessandro Specchi (1666–1729), römischer Architekt und Grafiker
- Pier Leone Ghezzi (1674–1755), Maler
- Nicola Francesco Haym (1678–1729), Musiker, Komponist und Librettist
- Pietro Filippo Scarlatti (1679–1750), Komponist, Organist und Chorleiter
- Antonio Canevari (1681–1764), Architekt
- Paolo Antonio Rolli (1687–1765), Dichter und Librettist
- Giovanni Battista Scaramelli (1687–1752), Jesuit, Priester, Prediger und Schriftsteller aszetischer und mystischer Bücher
- Gaetano Chiaveri (1689–1770), Baumeister und Architekt
- Filippo Josiah Caucci (1692–1771), römisch-katholischer Geistlicher
- Clemente Orlandi (1694–1775), Architekt
- Francesco Scipione Maria Borghese (1697–1759), Bischof und Kardinal
- Claudio Casciolini (1697–1760), Komponist
- Bartolomeo Ruspoli (1697–1741), Kardinal
- Pietro Metastasio (1698–1782), Dichter und Librettist
- Stefano Pozzi (1699–1768), Maler
- Filippo Acciaiuoli (1700–1766), päpstlicher Diplomat, Bischof von Ancona und Kardinal

### 18. Jahrhundert

#### 1701 bis 1750
- Luigi Mattei (1702–1758), Geistlicher
- Girolamo Colonna di Sciarra (1708–1763), Kardinalkämmerer der römisch-katholischen Kirche
- François Mattei (1709–1794), römisch-katholischer Geistlicher
- Ludovico Stern (1709–1777), Maler
- Flavio Chigi (1711–1771), Kurienkardinal
- Paolo Francesco Antamori (1712–1795), Bischof von Orvieto und Kardinal
- Francesco Saverio de Zelada (1717–1801), Kardinal der römisch-katholischen Kirche
- Giovanni Francesco Albani (1720–1803), Kurienkardinal der römisch-katholischen Kirche
- Charles Edward Stuart (1720–1788), im Exil lebender Thronanwärter auf den Thron Großbritanniens und Irlands
- Marcantonio Colonna (1724–1793), Bischof und Kardinal
- Pietro Colonna Pamphili (1725–1780), Kardinal
- Henry Benedict Stuart (1725–1807), Kurienkardinal der römisch-katholischen Kirche und ein katholischer Thronprätendent auf den britischen Königstitel
- Caterina Gabrielli (1730–1796), berühmte Opernsängerin (Sopran)
- Giacomo Monaldi (um 1730–1798), Bildhauer
- Marcello Bacciarelli (1731–1818), Maler des Barock und Klassizismus
- Innocenzo Conti (1731–1785), Kardinal der römisch-katholischen Kirche
- Ermenegildo Costantini (1731–1791), Maler
- Marcantonio Conti (1733–1780), Bischof
- Scipione Borghese (1734–1782), Kardinal
- Antonio Lante Montefeltro della Rovere (1737–1817), Kardinal
- Augusto Rosa (1738–1784), Architekt
- Giovanni Devoti (1744–1820), Bischof von Anagni und Kurienbischof
- Alessandro Mattei (1744–1820), Erzbischof von Ferrara und Kurienkardinal der römisch-katholischen Kirche
- Vincenzo Pacetti (1746–1820), Bildhauer
- Giuseppe Albani (1750–1834), Kardinal der römisch-katholischen Kirche
- Scipione Breislak (1750–1826), italienischer Geologe schwedischer Herkunft
- Giuseppe Cades (1750–1799), Maler und Grafiker
- Francesco Gianni (1750–1822), Improvisator

#### 1751 bis 1770
- Ennio Quirino Visconti (1751–1818), Archäologe
- Muzio Clementi (1752–1832), klassischer Komponist
- Michele Belli (1753–1822), Kurienbischof
- Giacomo Raffaelli (1753–1836), Mosaikkünstler
- Filippo Aurelio Visconti (1754–1831), Archäologe
- Ercole Consalvi (1757–1824), Kardinal der römisch-katholischen Kirche und Diplomat des Kirchenstaates
- Camillo Pacetti (1758–1827), Bildhauer
- Maria Rosa Coccia (1759–1833), Komponistin, erste Frau mit dem Titel „maestra di capella romana“
- Giulio Carpegna (1760–1826), päpstlicher Diplomat, letzter Inquisitor in Malta
- Niccola Ferrarelli (1762–1843), Kurienbischof
- Giuseppe Valadier (1762–1839), Architekt, Städtebauer, Archäologe und Goldschmied
- Valentino Fioravanti (1764–1837), Komponist
- Domenico Genovesi (1765–1835), Kurienerzbischof
- Candido Maria Frattini (1767–1821), Kurienbischof
- Domenico Armellini (1769–1828), Bischof von Terni
- François Gérard (1770–1837), französischer Porträtmaler
- Camillo Massimiliano Massimo (1770–1840), päpstlicher Oberpostmeister und Direktor der päpstlichen Archive

#### 1771 bis 1790
- Vincenzo Camuccini (1771–1844), Maler
- Giuseppe Della Porta Rodiani (1773–1841), Kardinal
- Joseph Friedrich von Palombini (1774–1850), napoleonischer General und später k. k. Feldmarschall-Lieutenant
- Camillo Filippo Ludovico Borghese (1775–1832), Fürst zu Sulmona und Rossano
- Luigi Del Drago (1776–1845), Kurienkardinal
- William Frederick, Duke of Gloucester and Edinburgh (1776–1834), Mitglied der britischen Königsfamilie
- Carlo Armellini (1777–1863), Politiker und Jurist
- Giuseppe Girometti (1780–1851), Gemmenschneider, Stempelschneider, Bildhauer und Medailleur
- Vincent Beretti (1781–1842), russischer und ukrainischer Architekt italienischer Abstammung
- Antonio Luigi Piatti (1782–1841), Kurienerzbischof
- Gaspare del Bufalo (1786–1837), Gründer der Kongregation der Missionare vom Kostbaren Blut (CPPS), wird in der römisch-katholischen Kirche als Heiliger verehrt
- Pietro Raimondi (1786–1853), Komponist und Musikpädagoge
- Rudolf Schadow (1786–1822), deutscher Bildhauer
- Alessandro Spada (1787–1843), Kardinal

#### 1791 bis 1800
- Giuseppe Gioachino Belli (1791–1863), Dichter
- Pietro Romani (1791–1877), Dirigent, Komponist und Musikpädagoge
- Louis Visconti (1791–1853), französischer Architekt
- Enrico Marconi (1792–1863), italienisch-polnischer Architekt
- Antonio Nibby (1792–1839), Archäologe, Topograph und Hochschullehrer
- Michelangelo Pacetti (1793–1865), Maler
- Ludovico Stanzani (1793–1872), Architekt und Kunstsammler in der Ukraine
- Casimir Pfyffer (1794–1875), Erster Stadtpräsident von Luzern und Publizist
- Filippo Agricola (1795–1857), Maler
- Giovanni Brunelli (1795–1861), päpstlicher Diplomat und Kardinal
- Vincenzo Pallotti (1795–1850), katholischer Priester und Ordensgründer
- Francesco Pentini (1797–1869), Kardinal und Politiker des Kirchenstaats
- Giuseppe Maria Castellani (1798–1854), Kurienbischof
- Giuseppe Maria Vespignani (1800–1865), Bischof von Orvieto

### 19. Jahrhundert

#### 1801 bis 1810
- Ludwig Kaufmann (1801–1855), deutscher Bildhauer
- Maria Anna (1803–1884), Kaiserin von Österreich (1835–1848)
- Maria Theresia (1803–1879), Tochter von König Viktor Emanuel I. von Sardinien-Piemont
- Carlo Luigi Morichini (1805–1879), Erzbischof von Bologna und Kardinal der römisch-katholischen Kirche
- Camillo Di Pietro (1806–1884), päpstlicher Diplomat und Kurienkardinal der römisch-katholischen Kirche
- Domenico Amici (1808–?), Künstler
- Vincentius Massoni (1808–1857), römisch-katholischer Erzbischof und Diplomat des Heiligen Stuhls
- Antonio Rossi Vaccari (1808–1874), Kurienbischof
- Virginio Vespignani (1808–1882), Architekt
- Flavio Chigi (1810–1885), Kardinal
- Pietro Rosa (1810–1891), Klassischer Archäologe, Topograph und Politiker

#### 1811 bis 1820
- Annibale Capalti (1811–1877), Kardinal der römisch-katholischen Kirche
- Gaetano Capocci (1811–1898), Kirchenmusiker, Organist und Komponist
- Antonio Pellegrini (1812–1887), Kardinal
- Domenico Bartolini (1813–1887), Kurienkardinal der römisch-katholischen Kirche
- Célestin Nanteuil (1813–1873), französischer Maler, Zeichner und Illustrator
- Federico de Madrazo y Kuntz (1815–1894), spanischer Maler und Lithograf der Romantik
- Józef Michał Poniatowski (1816–1873), polnischer Komponist, Sänger und Diplomat
- Angelo Bianchi (1817–1897), Kurienkardinal der römisch-katholischen Kirche
- Serafino Dubois (1817–1899), Schachspieler
- Marcus von Niebuhr (1817–1860), Kabinettsrat beim preußischen König Friedrich Wilhelm IV.
- Raymond Balze (1818–1909), Maler und Kopist
- Carlo Lodovico Visconti (1818–1894), Archäologe
- Alessandro Franchi (1819–1878), Kardinalstaatssekretär
- Luigi Matera (1820–1891), römisch-katholischer Erzbischof und Diplomat des Heiligen Stuhls
- Enrico Tamberlik (1820–1889), Operntenor

#### 1821 bis 1830
- Eduard Ender (1822–1883), österreichischer Maler
- Giovanni Battista de Rossi (1822–1894), Archäologe und Epigraphiker
- Ilario Alibrandi (1823–1894), Rechtshistoriker
- Carlo Nocella (1826–1908), Kurienkardinal der römisch-katholischen Kirche
- Lucien-Louis-Joseph-Napoleon Bonaparte (1828–1895), französischer Kardinal der römisch-katholischen Kirche
- Ernesto Sprega (1829–1911), Maler und Keramikkünstler
- Giuditta Tavani Arquati (1830–1867), Revolutionärin
- Guido Baccelli (1830–1916), Mediziner und Politiker
- Francesco Ricci Paracciani (1830–1894), römisch-katholischer Kardinal und Erzpriester des Petersdoms

#### 1831 bis 1840
- Antonio Cotogni (1831–1918), Opernsänger
- Domenico Comparetti (1835–1927), Klassischer Philologe, Papyrologe und Volkskundler
- Luigi Galimberti (1836–1896), Kurienkardinal der römisch-katholischen Kirche und Diplomat des Heiligen Stuhls
- Domenico Maria Jacobini (1837–1900), Kurienkardinal und Diplomat des Heiligen Stuhls
- Giovanni Battista Casali del Drago (1838–1908), Priester und Kardinal der römisch-katholischen Kirche
- Raffaello Giovagnoli (1838–1915), Schriftsteller und Historiker
- Domenico Gnoli (1838–1915), Schriftsteller, Kunsthistoriker und Bibliothekar
- Augusto Guidi (1838–1900), Erzbischof, Präsident der Päpstlichen Diplomatenakademie
- Cesare Sambucetti (1838–1911), römisch-katholischer Erzbischof und Diplomat des Heiligen Stuhls
- Francesco Siacci (1839–1907), Mathematiker, Ballistiker und Offizier
- Ersilia Caetani-Lovatelli (1840–1925), Klassische Archäologin

#### 1841 bis 1850
- Teobert Maler (1842–1917), deutsch-österreichischer Architekt, Bauingenieur, Fotograf, Entdecker und Erforscher von Maya-Ruinen
- Marie von Schleinitz (1842–1912), Berliner Salonière und Gönnerin Richard Wagners
- Aurelio Tiratelli (1842–1900), Maler
- Rinaldo Werner (1842–1922), deutsch-italienisch-britischer Maler
- Attilio Simonetti (1843–1925), römischer Genremaler
- John Isaac Thornycroft (1843–1928), britischer Schiffsingenieur
- Ludwig Seitz (1844–1908), Kunstmaler und Direktor der Vatikanischen Galerien
- Giulio Tonti (1844–1918), Diplomat und Kurienkardinal der römisch-katholischen Kirche
- Heinrich Dressel (1845–1920), deutscher Epigraphiker und Numismatiker
- Ettore Roesler Franz (1845–1907), italienischer Maler deutscher Abstammung
- Arnold Corrodi (1846–1874), Maler
- Giovanni Battista Lugari (1846–1914), Kurienkardinal der römisch-katholischen Kirche
- Ercole Rosa (1846–1893), Bildhauer
- Lucia Brunacci (1848–1931), Modell, Muse und Geliebte Anselm Feuerbachs
- Filippo Camassei (1848–1921), Patriarch von Jerusalem und Kardinal der römisch-katholischen Kirche
- Andrea Aiuti (1849–1905), Kardinal der römisch-katholischen Kirche
- Gaetano Koch (1849–1910), Architekt des Historismus
- John William Waterhouse (1849–1917), britischer Maler, der der Gruppe der Präraffaeliten zugerechnet wird
- Enrico Cecchetti (1850–1928), Balletttänzer, Pantomime, Ballettmeister und Ballettpädagoge

#### 1851 bis 1860
- Pierre Savorgnan de Brazza (1852–1905), französischer Marineoffizier und Afrikareisender
- Domenico Serafini (1852–1918), Erzbischof von Spoleto und Kurienkardinal der römisch-katholischen Kirche
- Camillo Guidi (1853–1941), Bauingenieur
- Else Sohn-Rethel (1853–1933), Malerin und Sängerin
- Scipione Tecchi (1854–1915), Kurienkardinal der römisch-katholischen Kirche
- Tommaso Tittoni (1855–1931), Diplomat, Politiker und vom 12. bis zum 27. März 1905 Präsident des Ministerrats (Ministerpräsident)
- Mattia Battistini (1856–1928), Opern- und Konzertsänger
- Filippo Galassi (1856–1920), Bauingenieur
- Ingeborg Magnussen (1856–1946), Malerin und Schriftstellerin
- Giuseppe Aureli (1858–1929), Maler
- Mauro Serafini (1859–1925), Mönch
- Josefina Vannini (1859–1911), Ordensschwester, Ordensgründerin und Selige
- Giulio Aristide Sartorio (1860–1932), Maler, Illustrator, Drehbuchautor und Filmregisseur

#### 1861 bis 1870
- Raniero Paulucci di Calboli (1861–1931), Diplomat und Politiker
- Hermann Brunn (1862–1939), deutscher Mathematiker, Arabist, Bibliothekar und Übersetzer
- Lorenzo Lauri (1864–1941), Kurienkardinal der römisch-katholischen Kirche
- Tito Trocchi (1864–1947), Diplomat und Kurienerzbischof der römisch-katholischen Kirche
- Carlo Cremonesi (1866–1943), Kardinal der römisch-katholischen Kirche
- Luigi Forino (1868–1936), italienisch-argentinischer Cellist und Musikpädagoge
- Leone Caetani (1869–1935), Historiker
- Marie Louise (1870–1899), Prinzessin von Parma und Fürstin von Bulgarien
- Maria Theresia (1870–1935), Tochter des Fürsten Karl VI. Heinrich Ernst zu Löwenstein-Wertheim-Rosenberg und Gattin des portugiesischen Thronprätendenten, Herzog Miguel II. von Braganza
- Fausto Salvatori (1870–1929), Schriftsteller und Librettist

#### 1871 bis 1880
- Francesco Marchetti Selvaggiani (1871–1951), Kurienkardinal der römisch-katholischen Kirche
- Carlo Alberto Salustri, genannt Trilussa (1871–1950), Dialektdichter und Fabelautor
- Pietro Fumasoni Biondi (1872–1960), Kardinal der römisch-katholischen Kirche
- Paul Bretschneider (1872–1939), deutscher Ingenieur
- Romaine Brooks (1874–1970), US-amerikanische Malerin und Bildhauerin
- Mario Caserini (1874–1920), Filmregisseur, Schauspieler und Drehbuchautor
- Giulio Valli (1875–1949), Seeoffizier
- Giuseppe De Luca  (1876–1950), Opernsänger und Gesangspädagoge
- Enrico Guazzoni (1876–1949), Filmregisseur, Ausstatter, Drehbuchautor und Filmproduzent
- Francesco Marmaggi (1876–1949), Diplomat des Heiligen Stuhls und Kurienkardinal der römisch-katholischen Kirche
- Pius XII. (1876–1958), Papst von 1939 bis 1958
- Ernst Boehm (1877–1945), Pädagoge, Oberstudiendirektor und Hochschullehrer
- Massimo Massimi (1877–1954), Kurienkardinal der römisch-katholischen Kirche
- Ottone Schanzer (1877–1956), Literat und Librettist
- Vincenzo Tommasini (1878–1950), Komponist
- Carlo Senni (1879–1946), Diplomat und Politiker im Königreich Italien
- Guillaume Apollinaire (1880–1918), französischer Schriftsteller und Kunstkritiker italienisch-polnischer Abstammung
- Mario Falangola (1880–1967), Admiral
- Paolo Giobbe (1880–1972), Kardinal der römisch-katholischen Kirche
- Alfredo Ildefonso Schuster (1880–1954), Erzbischof von Mailand und Kardinal der römisch-katholischen Kirche

#### 1881 bis 1890
- Violet Clifton (1883–1961), britische Schriftstellerin
- Pietro De Francisci (1883–1971), Jurist und Politiker
- Tony Gaudio (1883–1951), US-amerikanischer Kameramann italienischer Abstammung
- Sergio Tofano (1883–1973), Comiczeichner, Schriftsteller, Regisseur, Schauspieler und Maskenbildner
- Sebastiano Visconti Prasca (1883–1961), Offizier des Königlich-Italienischen Heeres
- Antonio Barluzzi (1884–1960), Architekt
- Francesco Borgongini Duca (1884–1954), Kardinal der römisch-katholischen Kirche
- Enrico Dante (1884–1967), Kurienkardinal der römisch-katholischen Kirche
- Ernesto de Fiori (1884–1945), österreichischer Bildhauer, Maler und Zeichner
- Alberto di Jorio (1884–1979), Kardinal der römisch-katholischen Kirche
- Pietro Ciriaci (1885–1966), Kardinal der römisch-katholischen Kirche
- Vittorio Gui (1885–1975), Komponist und Dirigent
- Alberto de Angelis (1885–1965), Musikjournalist und Musikschriftsteller
- Guido Parisch (1885–1968), Filmregisseur, Drehbuchautor und Schauspieler
- Carlo Giorgio Garofalo (1886–1962), Organist und Komponist
- Carlo Grano (1887–1976), Kardinal der römisch-katholischen Kirche
- Luigi Carnacina (1888–1981), Koch
- Domenico Tardini (1888–1961), Kurienkardinal der römisch-katholischen Kirche
- Robert Tikkanen (1888–1947), finnischer Sportschütze und Architekt
- Dario Beni (1889–1969), Radrennfahrer und Sportfunktionär
- Mario Bonnard (1889–1965), Schauspieler, Filmregisseur und Drehbuchautor
- Nino Cesarini (1889–1943), Modell
- Bianca Commichau-Lippisch (1890–1968), deutsche Malerin
- Joseph De Luca (1890–1935), italienisch-US-amerikanischer Musiker und Komponist
- Elena Freda (1890–1978), Mathematikerin, Physikerin und Hochschullehrerin
- Alfredo Ottaviani (1890–1979), Kurienkardinal der römisch-katholischen Kirche
- Elsa Schiaparelli (1890–1973), italienisch-französische Modeschöpferin

#### 1891 bis 1900
- Ferruccio Ferrazzi (1891–1978), Maler und Bildhauer
- Dolores Prato (1892–1983), Schriftstellerin
- Pasquale Perris (1893–1954), Kapellmeister, Dirigent und Filmkomponist
- Mario Camerini (1895–1981), Regisseur
- Paolo Marella (1895–1984), Kurienkardinal der römisch-katholischen Kirche
- Paolino Mingazzini (1895–1977), Klassischer Archäologe
- Enrico Pietro Galeazzi (1896–1986), Architekt
- Leone Massimo (1896–1979), Adeliger und Komponist
- Fausto Acke (1897–1967), schwedischer Turner
- Benedetta Cappa (1897–1977), Malerin des Futurismus
- Clara von Simson (1897–1983), Naturwissenschaftlerin und deutsche Politikerin (FDP)
- Julius Evola (1898–1974), Kulturphilosoph, Esoteriker und Rassentheoretiker
- Mario Montessori (1898–1982), Reformpädagoge
- Marcella Albani (1899–1959), Schauspielerin, Filmproduzentin und Autorin
- Achille Campanile (1899–1977), Journalist und Theaterautor
- Giuseppe Ferretto (1899–1973), Kardinal der römisch-katholischen Kirche
- Alessandro Blasetti (1900–1987), Filmregisseur

### 20. Jahrhundert

#### 1901 bis 1910

##### 1901 bis 1905
- Enrico Fermi (1901–1954), Kernphysiker und Nobelpreisträger (1938)
- Rodolphe Meyer de Schauensee (1901–1984), US-amerikanischer Ornithologe schweizerischer Herkunft
- Roberto Ronca (1901–1977), römisch-katholischer Bischof, Prälat von Pompei
- Margaret Scolari Barr (1901–1987), italienisch-amerikanische Kunsthistorikerin
- Generoso Dattilo (1902–1976), Fußballschiedsrichter und -funktionär
- Pedro Biava Ramponi (1902–1972), kolumbianischer Komponist
- Giorgio Pessina (1902–1977), Fechter
- Maria Teresa Parpagliolo (1903–1974), Landschaftsarchitektin
- Tullio Rossi (1903–1997), Architekt
- Carlo Zecchi (1903–1984), Pianist, Dirigent und Musikpädagoge
- Giulio Battelli (1904–2005), Archivar, Paläograf, Literaturwissenschaftler und Hochschullehrer
- Attilio Ferraris (1904–1947), Fußballspieler
- Francesco Gabrieli (1904–1996), Arabist und Orientalist
- Giulio Gaudini (1904–1948), Fechter
- Vittorio Metz (1904–1984), Autor, Humorist und Regisseur
- Fulvio Bernardini (1905–1984), Fußballspieler und -trainer
- Aldo Fabrizi (1905–1990), Filmschauspieler und Regisseur
- Carlo Alberto Pizzini (1905–1981), Komponist und Dirigent
- Georgi Schtschuko (1905–1960), sowjetischer Architekt
- Luigi Zampa (1905–1991), Filmregisseur des Neorealismus

##### 1906 bis 1910
- Junio Valerio Borghese (1906–1974), Marineoffizier und Politiker
- Leonida Frascarelli (1906–1991), Radrennfahrer
- Fernando Germani (1906–1998), Organist, Komponist und Orgelpädagoge
- Antonio Provenzani (1906–1989), Ruderer
- Roberto Rossellini (1906–1977), Regisseur
- Egidio Vagnozzi (1906–1980), Kardinal
- Giorgio Amendola (1907–1980), Politiker und Schriftsteller
- Guglielmo De Angelis D’Ossat (1907–1992), Architekt, Architekturhistoriker und Restaurierungstheoretiker
- Alberto Moravia (1907–1990), Schriftsteller
- Hermine von Parish (1907–1998), Textilkünstlerin, Kunsthistorikerin, Kunstlehrerin und Kunstsammlerin
- Mario Revelli di Beaumont (1907–1985), Motorradrennfahrer und Fahrzeugdesigner
- Giovanna von Savoyen (1907–2000), Ehefrau des bulgarischen Zaren Boris III.
- Leda Gloria (1908–1997), Schauspielerin
- Luce Fabbri (1908–2000), Anarchistin und Publizistin
- Anna Magnani (1908–1973), Schauspielerin
- Mimmo Dei (1909–1985), Sportmäzen und Rennstallbesitzer
- Massimo Pallottino (1909–1995), Archäologe
- Giovanni Fallani (1910–1985), Kurienerzbischof
- Giuliano Prini (1910–1941), Marineoffizier
- Aldo Tonti (1910–1988), Kameramann

#### 1911 bis 1920

##### 1911 bis 1915
- Enrico Lorenzetti (1911–1989), Motorradrennfahrer
- Pietro Scarpini (1911–1997), Pianist und Musikpädagoge
- Paola Barbara (1912–1989), Schauspielerin
- Günther Haseloff (1912–1990), deutscher Kunsthistoriker, Prähistoriker und Mittelalterarchäologe
- Elsa Morante (1912–1985), Schriftstellerin
- Mario Moretti (1912–2002), Klassischer Archäologe und Etruskologe
- Giuliano Nostini (1912–1983), Fechter
- Filippo Pocci (1912–1991), römisch-katholischer Geistlicher und Weihbischof in Rom
- Gudila Freifrau von Pölnitz (geborene Kehr; 1913–2002), deutsche Forst- und Landwirtin, Gutsbesitzerin in Egloffstein und Mitglied des Bayerischen Landtages von 1970 bis 1982
- Mario Gentili (1913–1999), Radrennfahrer
- Armando Latini (1913–1966), Radrennfahrer
- Lina Bo Bardi (1914–1992), brasilianische Architektin und Designerin italienischer Herkunft
- Suso Cecchi D’Amico (1914–2010), Drehbuchautorin
- Renzo Nostini (1914–2005), Fechter
- Arvid Pardo (1914–1999), maltesischer Diplomat, Schulmeister und Universitätsprofessor
- Toti Scialoja (1914–1998), Maler und Schriftsteller
- Franco Venturi (1914–1994), Historiker, Essayist und Journalist
- Mario Monicelli (1915–2010), Drehbuchautor und Filmregisseur
- Arthur Valerian Wellesley, 8. Duke of Wellington (1915–2014), britischer Adliger, Brigadier und Unternehmer
- Oscar Zanera (1915–1980), römisch-katholischer Geistlicher und Weihbischof in Rom

##### 1916 bis 1920
- Fiorenzo Angelini (1916–2014), Kardinal der römisch-katholischen Kirche
- Memeta Ambrosetti (1917–1999), Schweizer Jazzmusikerin und Autorin
- Carlo Cassola (1917–1987), Schriftsteller
- Armando Trovajoli (1917–2013), Pianist und Filmkomponist
- Carla Capponi (1918–2000), Partisanin und Politikerin
- Edoardo Perna (1918–1988), Politiker
- Franco Modigliani (1918–2003), Wirtschaftswissenschaftler und Nobelpreisträger
- Bruno Zevi (1918–2000), Architekt, Architekturhistoriker, Autor und Universitätsprofessor
- Giulio Andreotti (1919–2013), Politiker
- Furio Scarpelli (1919–2010), Drehbuchautor
- Alberto Sordi (1920–2003), Film-, Fernseh- und Theaterschauspieler sowie Regisseur, Drehbuchautor und Synchronsprecher

#### 1921 bis 1930

##### 1921
- Alessandro Bausani (1921–1988), Iranist, Islamwissenschaftler und Sprachwissenschaftler
- Sandro Mariátegui Chiappe (1921–2013), peruanischer Politiker
- Adriano Micantoni (1921–1994), Schauspieler und Drehbuchautor
- Maria Michi (1921–1980), Nebendarstellerin
- Raniero Panzieri (1921–1964), Marxist
- Giorgio Scarlatti (1921–1990), Automobilrennfahrer
- Sergio Sollima (1921–2015), Drehbuchautor und Filmregisseur
- Fausto Tozzi (1921–1978), Schauspieler und Drehbuchautor
- Federico Zeri (1921–1998), Kunsthistoriker und -kritiker

##### 1922
- Enzo Barboni (1922–2002), Drehbuchautor und Regisseur
- Carlo Lizzani (1922–2013), Filmregisseur, Drehbuchautor und Schauspieler

##### 1923
- Romolo Catasta (1923–1985), italienisch-österreichischer Ruderer
- Tonino Delli Colli (1923–2005), Kameramann
- Ennio De Concini (1923–2008), Drehbuchautor und Filmregisseur
- Piero D’Inzeo (1923–2014), Springreiter
- Wolfango Dalla Vecchia (1923–1994), Komponist, Organist und Pädagoge
- Marisa Merlini (1923–2008), Schauspielerin
- Cesare Romiti (1923–2020), Geschäftsführer von Fiat

##### 1924
- Constantin Brodzki (1924–2021), Architekt
- Marcello Fondato (1924–2008), Filmregisseur und Drehbuchautor
- Guido Mancini (1924–1963), Unternehmer und Autorennfahrer
- Alberto Manzi (1924–1997), Schriftsteller, Lehrer und Fernsehmoderator
- Luigi Musso (1924–1958), Automobilrennfahrer
- Nunzio Rotondo (1924–2009), Jazz-Trompeter
- Giulio Salimei (1924–1998), römisch-katholischer Geistlicher und Weihbischof in Rom
- Mario Tchou (1924–1961), Ingenieur

##### 1925
- Alessandro Alessandroni (1925–2017), Musiker
- Marcello Costalunga (1925–2010), vatikanischer Kurienerzbischof
- Carlo Di Palma (1925–2004), Kameramann
- Gianni Dova (1925–1991), Maler
- Gabriele Ferzetti (1925–2015), Schauspieler
- Vincenzo Labella (1925–2018), Drehbuchautor, Filmproduzent und Filmregisseur
- Franca Magnani (1925–1996), Journalistin
- Armando Nannuzzi (1925–2001), Kameramann
- Silvana Pampanini (1925–2016), Schauspielerin
- Gianfranco Parolini (1925–2018), Filmregisseur und Drehbuchautor
- Luigi Pintor (1925–2003), Journalist, Publizist und Politiker

##### 1926
- Marcello Argilli (1926–2014), Rechtsanwalt, Journalist, Schriftsteller, Kinderbuchautor und Comicautor
- Carlo Aymonino (1926–2010), Architekt und Stadtplaner
- Franco Evangelisti (1926–1980), Komponist, Improvisationsmusiker und Musiktheoretiker
- Franca Falcucci (1926–2014), Politikerin
- Rossella Falk, gebürtig Rosa Antonia Falzacappa (1926–2013), Schauspielerin
- Enrica Follieri (1926–1999), Byzantinistin
- Hermann Herder, (1926–2011), deutscher Verleger
- Roberto Lippi (1926–2011), Automobilrennfahrer
- Bona Tibertelli de Pisis (1926–2000), italienisch-französische Autorin und Malerin
- Boris de Rachewiltz (1926–1997), Ägyptologe

##### 1927
- Guido Buzzelli (1927–1992), Comiczeichner und Illustrator
- Remo Capitani (1927–2014), Schauspieler
- Sergio Corbucci (1927–1990), Filmregisseur
- Clelio Darida (1927–2017), Rechtsanwalt und Politiker (DC)
- Piero Dorazio (1927–2005), Maler
- Rafael Sánchez Ferlosio (1927–2019), Schriftsteller
- Heinrich von Hessen-Kassel (1927–1999), deutscher Maler und Bühnenbildner, der als Künstler seinen italienischen Namen Enrico d’Assia verwendete
- Franco Maria Malfatti (1927–1991), Politiker
- Achille Perilli (1927–2021), Maler und Grafiker
- Boris Porena (1927–2022), Komponist und Kulturphilosoph
- Rafael Sánchez Ferlosio (1927–2019), spanischer Schriftsteller
- Saverio Busiri Vici (1927–2023), Architekt

##### 1928
- Edoardo Bruno (1928–2020), Filmwissenschaftler, Filmregisseur und Drehbuchautor
- Raffaello Gambino (1928–1989), Wasserballspieler
- Gerino Gerini (1928–2013), Automobilrennfahrer
- Alberto Giustolisi (1928–1990), Schachspieler
- Clelia Laviosa (1928–1999), Archäologin und Etruskologin
- Vittorio Lucarelli (1928–2008), Fechter
- Amos Luzzatto (1928–2020), Arzt, Essayist sowie führendes Mitglied der jüdischen Gemeinde Roms
- Ennio Morricone (1928–2020), Komponist und Dirigent
- Edoardo Vesentini (1928–2020), Mathematiker und Politiker
- Lina Wertmüller (1928–2021), Filmregisseurin

##### 1929
- Luciana Castellina (* 1929), Politikerin und Journalistin
- Luciano Ciancola (1929–2011), Radrennfahrer
- Giuseppe Ferraioli (1929–2000), römisch-katholischer Erzbischof und Diplomat
- Mariano Laurenti (1929–2022), Regisseur
- Sergio Leone (1929–1989), Filmregisseur
- Ruggero Mastroianni (1929–1996), Filmeditor
- Igor de Rachewiltz (1929–2016), Mongolist und Sinologe
- Anthony Steffen, eigentlich Antonio Luis von Hoonholtz de Teffè (1929–2004), brasilianischer Schauspieler

##### 1930
- Lucio Ceccarini (1930–2009), Wasserballspieler
- Michael Collins (1930–2021), US-amerikanischer Astronaut
- Sepp Forcher (1930–2021), österreichischer Radio- und Fernsehmoderator
- Ugo Gregoretti (1930–2019), Dokumentarfilmer, Filmregisseur und Drehbuchautor
- Ennio Guarnieri (1930–2019), Kameramann
- Maurizio Mannelli (1930–2014), Wasserballspieler
- Silvana Mangano (1930–1989), Schauspielerin
- Antonio Margheriti (1930–2002), Filmregisseur
- Francesco Maselli (1930–2023), Filmregisseur und Drehbuchautor
- Antonietta Meo (1930–1937), ein italienisches Mädchen, dem 2007 von Papst Benedikt XVI. als bislang jüngstem Menschen (außer Märtyrern) der „Heroische Tugendgrad“ als Vorstufe zur Seligsprechung zuerkannt wurde

#### 1931 bis 1940

##### 1931
- Aldo Aureggi (1931–2020), Fechter
- Sandro Brugnolini (1931–2020), Musiker und Filmkomponist
- Paolo Chiarini (1931–2012), Germanist, Literaturwissenschaftler und Übersetzer
- Marisa Del Frate (1931–2015), Sängerin und Schauspielerin
- Franco Interlenghi (1931–2015), Schauspieler und Filmproduzent
- Rosetta Loy (1931–2022), Schriftstellerin
- Carlo Maria Mariani (1931–2021), Maler
- Bruno Mattei (1931–2007), Filmregisseur und Filmeditor
- Paolo Portoghesi (1931–2023), Architekt und Historiker
- Mario Tronti (1931–2023), marxistischer Philosoph und Politiker
- Monica Vitti (1931–2022), Schauspielerin

##### 1932
- Carlo De Simone (1932–2023), Sprachwissenschaftler
- Fausto Razzi (1932–2022), Komponist
- Cornelio Sommaruga (1932–2024), Schweizer Jurist, Präsident des IKRK
- Ingeborg Walter (* 1932), deutsch-italienische Kunsthistorikerin und Übersetzerin

##### 1933
- Maurizio Arena (1933–1979), Schauspieler
- Alessandro Baratta (1933–2002), deutsch-italienischer Rechtsphilosoph und Kriminologe
- Mario Caiano (1933–2015), Filmregisseur, Drehbuchautor und Produzent
- Nico Fidenco (1933–2022), Sänger und Komponist
- Lea Massari (1933–2025), Schauspielerin
- Gianfranco Menegali (1933–2016), Fußballschiedsrichter

##### 1934
- Giovanni Colonna (* 1934), Archäologe
- Franco Costa (1934–2015), Maler
- Anna Maria Ferrero (1934–2018), Schauspielerin
- Sophia Loren (* 1934), Filmschauspielerin
- Claudio Olivieri (1934–2019), Maler
- Berto Pelosso (1934–2019), Drehbuchautor und Filmregisseur
- Gianni Sanjust (1934–2020), Jazzmusiker
- Bruno Scipioni (1934–2019), Schauspieler und Synchronsprecher
- Enzo Scoppa (* 1934), Jazzmusiker
- Enzo Siciliano (1934–2006), Schriftsteller und Journalist

##### 1935
- Corrado Augias (* 1935), Journalist, Autor und Fernsehmoderator
- Nicola Cabibbo (1935–2010), Physiker und Hochschullehrer
- Franco Citti (1935–2016), Schauspieler
- Giuseppina Cerulli Irelli (* 1935), Klassische Archäologin
- Paolo Pucci (* 1935), Schwimmer
- Mario Tosi (1935–2021), italienisch-US-amerikanischer Kameramann
- Fabrizio Violati (1935–2010), Unternehmer und Automobilrennfahrer
- Milena Vukotic (* 1935), Schauspielerin

##### 1936
- Luciana Aigner-Foresti (* 1936), Archäologin, Althistorikerin und Etruskologin
- Franca Bettoia (1936–2024), Schauspielerin
- Alfons Jaime de Borbón (1936–1989), Herzog von Cádiz
- Filippo Coarelli (* 1936), Klassischer Archäologe, Gräzist und Altertumswissenschaftler
- Joe D’Amato (1936–1999), Filmregisseur und -produzent, Kameramann und Drehbuchautor
- Gianfranco D’Angelo (1936–2021), Komiker und Schauspieler
- Carlo Delle Piane (1936–2019), Schauspieler
- Tony Kendall (1936–2009), Filmschauspieler
- Francesca Ridgway (1936–2008), Archäologin und Etruskologin

##### 1937
- Sal Borgese (* 1937), Schauspieler und Stuntman
- Alessandro Cappabianca (1937–2025), Architekt, Architektur-, Kunst- und Filmkritiker sowie Semiotiker und Hochschullehrer
- Pino Colizzi (* 1937), Filmschauspieler und Synchronsprecher
- Otto von Hessen (1937–1998), deutscher Frühgeschichtler und Mittelalterarchäologe
- Carlo Mazzone (1937–2023), Fußballspieler und -trainer
- Luciana Paluzzi (* 1937), Schauspielerin
- Carlo Pietromarchi (* 1937), Automobilrennfahrer
- Mario Torelli (1937–2020), Archäologe und Etruskologe

##### 1938
- Anna Maria Bisi (1938–1990), Archäologin
- Enzo G. Castellari (* 1938), Regisseur
- Ottavio Cinquanta (1938–2022), Sportfunktionär
- Vincenzo Colamartino (* 1938), Radrennfahrer
- Maurizio Costanzo (1938–2023), Journalist, Fernsehmoderator und Autor
- Alessandro Figà Talamanca (1938–2023), Mathematiker
- Giuliano Gemma (1938–2013), Schauspieler
- Juan Carlos I. (* 1938), König von Spanien von 1975 bis 2014
- Anna Mazzamauro (* 1938), Schauspielerin und Sängerin
- Giampaolo Menichelli (* 1938), Fußballspieler
- Antonio Nitto (1938–2023), Eisschnellläufer
- Alberto Orlando (* 1938), Fußballspieler
- Mario Quagliotti (1938–2019), Diplomat
- Alessandro Figà Talamanca (1938–2023), Mathematiker und Hochschullehrer
- Evelyn Weiss, später Weiss-Ott (1938–2007), deutsche Kunsthistorikerin, Kuratorin und Museumsleiterin

##### 1939
- Osvaldo Desideri (1939–2023), Artdirector und Szenenbildner
- Giancarlo Ferrando (1939–2020), Kameramann
- Giancarlo Guerrini (1939–2025), Wasserballspieler
- Gianfranco Leoncini (1939–2019), Fußballspieler
- Mario Liverani (* 1939), Altorientalist
- Margarita von Spanien (* 1939), Schwester des ehemaligen spanischen Königs Juan Carlos I.
- Franco Micalizzi (* 1939), Filmkomponist
- Michael von Griechenland (1939–2024), das einzige Kind des griechischen Prinzen Christoph von Griechenland
- Alessandra Panaro (1939–2019), Schauspielerin
- Enzo Staiola (1939–2025), Schauspieler und Mathematiklehrer

##### 1940
- Adriano Aprà (1940–2024), Autor und Filmkritiker
- Dario Argento (* 1940), Filmregisseur und Drehbuchautor
- Gianfranco Barra (1940–2025), Schauspieler
- Isabella Biagini (1940–2018), Schauspielerin, Radiosprecherin und Model
- Vincenzo Cerami (1940–2013), Schriftsteller, Dramaturg und Drehbuchautor
- Ira von Fürstenberg (1940–2024), Schauspielerin und Schmuckdesignerin
- Maurizio Merli (1940–1989), Schauspieler
- Alessandro Metz (* 1940), Filmregisseur
- Salvatore Palmucci (* 1940), san-marinesischer Radrennfahrer
- Marcello Panni (* 1940), Komponist und Dirigent
- Gigi Proietti (1940–2020), Film-, Fernseh- und Theaterschauspieler sowie Regisseur  und Synchronsprecher
- Luciano Ricceri (1940–2020), Filmarchitekt und Kostümbildner
- Sergio Smacchi (* 1940), Schauspieler und Stuntman
- Vittorio Storaro (* 1940), Kameramann und Oscarpreisträger

#### 1941 bis 1950

##### 1941
- Alfons de Borbón (1941–1956), Mitglied des spanischen Hauses Bourbon
- Guido Altarelli (1941–2015), theoretischer Physiker
- Renato Corsetti (1941–2025), Sprachwissenschaftler, Aktivist der Esperanto-Bewegung und von 2001 bis 2007 Vorsitzender des Esperanto-Weltbundes
- Luciano De Paolis (* 1941), Bobsportler
- Ignazio Giunti (1941–1971), Automobilrennfahrer
- Blasco Giurato (1941–2022), Kameramann
- Luciano Maiani (* 1941), Physiker
- Horst Sauerbruch (1941–2021), deutscher Maler, Hochschullehrer und Professor an der Akademie der Bildenden Künste in München

##### 1942
- Alberto Abruzzese (* 1942), Literatur- und Medienwissenschaftler
- Giorgio Agamben (* 1942), Philosoph und Jurist sowie Herausgeber der italienischen Ausgaben der Schriften von Walter Benjamin
- Daniela Bianchi (* 1942), Schauspielerin
- Fortunato Frezza (* 1942), katholischer Geistlicher
- Sabina Grzimek (* 1942), Bildhauerin
- Anita Pallenberg (1942–2017), Modell, Schauspielerin und Modedesignerin
- Fabrizio Saccomanni (1942–2019), Wirtschaftswissenschaftler
- Stefano Sebastiani (* 1942), Autorennfahrer

##### 1943
- Laura Biagiotti (1943–2017), Modedesignerin
- Francesco Gaetano Caltagirone (* 1943), Unternehmer
- Annamaria Cancellieri (* 1943), Politikerin, Innenministerin von 2011 bis 2013
- Friedrich Christian Delius (1943–2022), deutscher Schriftsteller
- Giuseppe Gentile (* 1943), Leichtathlet
- Sergio Liani (* 1943), Hürdenläufer
- Massimo Mattioli (1943–2019), Undergroundkünstler und Zeichner
- Marina Morgan (* 1943), Fernsehansagerin, Fernsehmoderatorin, Schauspielerin und Sängerin
- Manlio Rocchetti (1943–2017), Maskenbildner (Oscar-prämiert), Dozent
- Giancarlo De Sisti (* 1943), Fußballspieler und -trainer

##### 1944
- Jorge de Bagration (1944–2008), ab 1991 anerkanntes Oberhaupt des ehemaligen Königshauses von Georgien
- Lamberto Bava (* 1944), Regisseur, Drehbuchautor und Filmproduzent
- Claudio Bondì (* 1944), Drehbuchautor und Filmregisseur
- Christina von Braun (* 1944), deutsche Kulturwissenschaftlerin, Gender-Theoretikerin, Autorin und Filmemacherin
- Elisabetta Catalano (1944–2015), Kunstphotographin
- Giacomo Dalla Torre del Tempio di Sanguinetto (1944–2020), Großmeister des Malteserordens
- Massimiliano Fuksas (* 1944), Architekt und Designer
- Maurizio Micangeli (* 1944), Automobilrennfahrer
- Claudia Mori (* 1944), Sängerin, Schauspielerin, und Produzentin; Ehefrau von Adriano Celentano

##### 1945
- Pio Baldi (* 1945), Architekt
- Bruno Filippini (1945–2023), Sänger
- Gianluigi Gelmetti (1945–2021), Komponist und Professor für Dirigieren an der Accademia Musicale Chigiana in Siena
- Paolo Pietrangeli (1945–2021), Regisseur
- Bobby Solo (* 1945), Sänger
- Roberto Venturoni (1945–2011), Maler

##### 1946
- Angelo Bolaffi (* 1946), Philosoph und Politikwissenschaftler
- Roberto Bordi (* 1946), Franziskaner, Weihbischof in El Beni o Beni
- Francesco D’Agostino (1946–2022), Rechtswissenschaftler, Rechtsphilosoph und Bioethiker
- Sergio De Gregorio (1946–1966), Schwimmer
- Guerino Di Tora (* 1946), römisch-katholischer Geistlicher und Weihbischof in Rom
- Franco Lo Cascio (* 1946), Filmregisseur und Pornofilmer
- Michele Maffei (* 1946), Fechter
- Susanna Raganelli (* 1946), Rennfahrerin
- Bruno Rubeo (1946–2011), Filmausstatter
- Eugenio Russo (* 1946), Archäologe
- Paolo Selvadagi (* 1946), Weihbischof in Rom
- Massimo Vanni (* 1946), Schauspieler

##### 1947
- Francesco Abussi (* 1947), Kameramann, Drehbuchautor und Filmregisseur
- Marina Caffiero (* 1947), Historikerin der Neuzeit
- Mario Draghi (* 1947), Bankmanager, Wirtschaftswissenschaftler und Politiker
- Giorgio Ferrara (1947–2023), Regisseur
- Antonio Mennini (* 1947), Diplomat des Heiligen Stuhls
- Marco Politi (* 1947), Journalist und Buchautor
- Rodolfo Torti (* 1947), Comiczeichner

##### 1948
- Paolo Garonna (* 1948), Wirtschaftswissenschaftler und Wirtschaftsstatistiker
- Virgilio Ilari (* 1948), Militärhistoriker und Strategieexperte
- Delio Onnis (* 1948), argentinischer Fußballspieler
- Tullio Rossi (* 1948), Radrennfahrer

##### 1949
- Cristina Allemann-Ghionda (* 1949), Erziehungswissenschaftlerin, Hochschullehrerin
- Massimo D’Alema (* 1949), Politiker (PD), von 1998 bis 2000 Ministerpräsident Italiens, von 2006 bis 2008 Außenminister
- Aurelio De Laurentiis (* 1949), Filmproduzent und Fußballfunktionär
- Stefano Gasparri (* 1949), Mediävist
- Ludovica Modugno (1949–2021), Schauspielerin und Synchronsprecherin
- Patrizia Scascitelli (* 1949), Jazzmusikerin
- Antonello Venditti (* 1949), Cantautore (Liedermacher)

##### 1950
- Aldo Brancacci (* 1950), Philosophiehistoriker
- Guglielmo Epifani (1950–2021), Politiker und Gewerkschafter
- Pier Carlo Padoan (* 1950), Wirtschaftswissenschaftler und Politiker
- Adriano Panatta (* 1950), Tennisspieler
- Andrea Riccardi (* 1950), Theologe und Mitbegründer der Gruppe Sant’Egidio
- Luciano Spinosi (* 1950), Fußballspieler und -trainer
- Antonio Zugarelli (* 1950), Tennisspieler

#### 1951 bis 1960

##### 1951
- Francesco De Gregori (* 1951), Cantautore (Liedermacher)
- Vittorio Magnago Lampugnani (* 1951), Architekt, Architekturtheoretiker, -historiker
- Claudio Ranieri (* 1951), Fußballspieler und -trainer

##### 1952
- Goffredo Bettini (* 1952), Politiker
- Paolo Damiani (* 1952), Jazz-Bassist und Bigband-Leader
- Antonello Fassari (1952–2025), Schauspieler und Filmregisseur
- Ranieri Randaccio (* 1952), Autorennfahrer
- Isabella Rossellini (* 1952), Schauspielerin

##### 1953
- Sergio Castellitto (* 1953), Schauspieler, Filmregisseur und Drehbuchautor
- Romeo Collina (* 1953), Wasserballspieler
- Massimo Paris (1953–2025), Violinist, Komponist, Dirigent und Hochschullehrer
- Ryan Paris (* 1953), Musiker
- Luca Prodan (1953–1987), Musiker und Sänger
- Antonio Tajani (* 1953), Politiker, Präsident des Europäischen Parlaments und Außenminister Italiens
- Lucia Travaini (* 1953), Numismatikerin

##### 1954
- Felice Farina (1954–2023), Schauspieler, Drehbuchautor und Filmregisseur
- Marco Frisina (* 1954), Geistlicher und Komponist von Filmmusiken
- Paolo Gentiloni (* 1954), Politiker
- Umberto Guidoni (* 1954), Physiker, Astronaut und Politiker
- Massimo Marino (* 1954), Radrennfahrer
- Mauro Sandreani (* 1954), Fußballspieler und -trainer
- Simonetta Stefanelli (* 1954), Schauspielerin, Unternehmerin und Modedesignerin

##### 1955
- Francesco Buranelli (* 1955), Klassischer Archäologe
- Alessandro D’Alatri (1955–2023), Filmregisseur und Drehbuchautor
- Agostino Di Bartolomei (1955–1994), Fußballspieler
- Grazia Di Michele (* 1955), Cantautrice
- Doriana Mandrelli Fuksas (* 1955), Architektin
- Riccardo Marchiò (* 1955), Oberbefehlshaber des Allied Joint Force Command Brunssum
- Massimo Moriconi (* 1955), Jazz- und Popmusiker
- Ornella Muti (* 1955), Schauspielerin
- Massimo Rotundo (* 1955), Comiczeichner
- Walter Veltroni (* 1955), Journalist und Politiker, Bürgermeister von Rom (2001–2008)
- Matteo Maria Zuppi (* 1955), katholischer Geistlicher, Erzbischof von Bologna und Kardinal

##### 1956
- Fabrizio Cecca (1956–2014), Paläontologe und Jazzmusiker
- Mirella D’Angelo (* 1956), Schauspielerin
- Bruno Giordano (* 1956), Fußballspieler und -trainer
- Wolfgang Lutz (* 1956), österreichischer Demograf und Hochschullehrer
- Lionello Manfredonia (* 1956), Fußballspieler
- Massimo Manzi (* 1956), Jazzmusiker
- Raffaele Mertes (* 1956), Kameramann, Regisseur, Drehbuchautor und Produzent
- Danilo Terenzi (1956–1995), Jazzmusiker

##### 1957
- Luca Di Fulvio (1957–2023), Schriftsteller
- Franco Frattini (1957–2022), Politiker und EU-Kommissar
- Enrico Giovannini (* 1957), Wirtschaftswissenschaftler und parteiloser Politiker
- Giorgio Lalle (* 1957), Schwimmer

##### 1958
- Franco Amurri (* 1958), Filmregisseur und Drehbuchautor
- Elio de Angelis (1958–1986), Automobilrennfahrer
- Daniele Archibugi (* 1958), Wirtschaftstheoretiker
- Ettore Fioravanti (* 1958), Jazzperkussionist und Bandleader
- Bettina Giovannini (* 1958), Schauspielerin, Tänzerin und Model
- Monica Guerritore (* 1958), Schauspielerin
- Giampiero Mele (* 1958), Telekommunikations-Unternehmer und Filmregisseur
- Roberto Tozzi (* 1958), Sprinter

##### 1959
- Giovanna Amati (* 1959), Automobilrennfahrerin
- Andrea de Cesaris (1959–2014), Automobilrennfahrer
- Giuseppina Cirulli (* 1959), Hürdenläuferin
- Roberto Fiore (* 1959), Politiker (Neofaschist)
- Domiziana Giordano (* 1959), Künstlerin und Schauspielerin
- Paolo Liverani (* 1959), Archäologe
- Giovanni Malagò (* 1959), Geschäftsmann, früherer Futsalspieler und Sportfunktionär; Präsident des Comitato Olimpico Nazionale Italiano seit 2013
- Rita Marcotulli (* 1959), Jazzmusikerin
- Antonella Mei-Pochtler (* 1958), Unternehmensberaterin
- Stefano Passerini (* 1959), Chemiker
- Salvatore Piccolo (* 1959), Archäologe und Publizist
- Paolo Revelli (* 1959), Schwimmer
- Fabrizio Sferra (* 1959), Jazz-Schlagzeuger
- Giandomenico Spinola (* 1959), Archäologe
- Matthias Theodor Vogt (* 1959), deutscher Kulturhistoriker und Autor

##### 1960
- Francesca Archibugi (* 1960), Filmregisseurin, Drehbuchautorin und Schauspielerin
- Susanne Bickel (* 1960), Schweizer Ägyptologin
- Flavio Colusso (* 1960), Komponist, Librettist und Dirigent sowie Chorleiter
- Fabiola Gianotti (* 1960), experimentelle Teilchenphysikerin
- Claudio Panatta (* 1960), Tennisspieler
- Luca Scribani Rossi (* 1960), Sportschütze
- Mauro Tassotti (* 1960), Fußballspieler und -trainer

#### 1961 bis 1970

##### 1961
- Ilaria Alpi (1961–1994), Journalistin
- Marco Ariano (* 1961), Jazzschlagzeuger und Performancekünstler
- Luca Barbarossa (* 1961), Sänger
- Ida Caracciolo (* 1961), Richterin am Internationalen Seegerichtshof
- Maurizio Nobili (* 1961), Sänger und Musicalkomponist
- Andrea Prodan (* 1961), Schauspieler
- Dagmar Reichardt (* 1961), deutsche Literaturwissenschaftlerin und Romanistin
- Giampietro Stocco (* 1961), Schriftsteller und Journalist

##### 1962
- Giovanna Amati (* 1962), Automobilrennfahrerin
- Stefano Colantuono (* 1962), Fußballspieler und -trainer
- Enrico Gasbarra (* 1962), Politiker
- Danny Huston (* 1962), US-amerikanischer Schauspieler und Filmregisseur
- Marco Impagliazzo (* 1962), Historiker und Hochschullehrer
- Andrea Marcelli (* 1962), Jazzperkussionist und -komponist
- Carla Marcotulli (* 1962), Sängerin
- Alessandra Mussolini (* 1962), neofaschistische Politikerin
- Emanuele Pirro (* 1962), Automobilrennfahrer
- Pietro Vittorelli (1962–2023), Abt des Klosters Montecassino

##### 1963
- Claudio Amendola (* 1963), Schauspieler und Filmproduzent
- Antonella Attili (* 1963), Schauspielerin
- Emanuela Del Re (* 1963), Politikerin und Soziologin
- Alessandra Martines (* 1963), Filmschauspielerin
- Federico Moccia (* 1963), Schriftsteller, Filmregisseur und Drehbuchautor
- Domenico Pompili (* 1963), Bischof von Verona
- Francesco Quinn (1963–2011), US-amerikanischer Schauspieler
- Eros Ramazzotti (* 1963), Sänger und Musiker
- Gianrico Ruzza (* 1963), Bischof von Civitavecchia-Tarquinia und Porto-Santa Rufina
- Cinzia Savi Scarponi (* 1963), Schwimmerin
- Sabrina Siani (* 1963), Filmschauspielerin

##### 1964
- Fabrizio Bucci (* 1964), Diplomat
- Kaspar Capparoni (* 1964), Schauspieler
- Federico Celestini (* 1964), Musikwissenschaftler
- Ross Cheever (* 1964), US-amerikanischer Automobilrennfahrer
- Alberto Di Chiara (* 1964), Fußballspieler
- Sabrina Ferilli (* 1964), Film- und Theaterschauspielerin
- Luciano Floridi (* 1964), Philosoph
- Giuseppe Giannini (* 1964), Fußballspieler und -trainer
- Maria Grazia Chiuri (* 1964), Modedesignerin
- Augusto Paolo Lojudice (* 1964), Erzbischof von Siena-Colle di Val d’Elsa-Montalcino
- Andrea Musacchio (* 1964), Zellbiologe

##### 1965
- Alessandra Acciai (* 1965), Schauspielerin
- Roberta Angelilli (* 1965), Politikerin
- Giordano Bellincampi (* 1965), dänischer Dirigent italienischer Herkunft
- Emanuele Crialese (* 1965), Drehbuchautor und Filmregisseur
- Margherita Della Valle (* 1965), Managerin
- Francesca Dellera (* 1965), Schauspielerin und Model
- Antonio Faraò (* 1965), Jazzpianist
- Marco Galli (* 1965), Schauspieler
- Claudia Koll (* 1965), Schauspielerin
- Paolo Lanza (* 1965), Theater- und Filmschauspieler
- Agnese Nano (* 1965), Schauspielerin
- Stefania Piersanti (* 1965), Archivarin
- Sante de Santis (1965–2016), Koch, Gastronom, Kochbuchautor und Fernsehkoch in Deutschland
- Roberto Spampatti (* 1965), Skirennläufer
- Lucia Traversa (* 1965), Fechterin

##### 1966
- Niccolò Ammaniti (* 1966), Schriftsteller
- Cecilia Bartoli (* 1966), Mezzosopranistin
- Angelo Di Livio (* 1966), Fußballspieler und -trainer
- Stefano Dionisi (* 1966), Schauspieler
- Massimiliano Ferretti (* 1966), Wasserballspieler
- Jovanotti (* 1966), Sänger und Rapper
- Gianni Minervini (* 1966), Schwimmer
- Orazio Schillaci (* 1966), Nuklearmediziner, Hochschullehrer und Politiker
- Marcello Urgeghe (* 1966), portugiesischer Schauspieler

##### 1967
- David Emmer (* 1967), Filmregisseur
- Gabriele Muccino (* 1967), Filmregisseur und Drehbuchautor

##### 1968
- Alex Britti (* 1968), Liedermacher, Gitarrist und Sänger
- Paolo Di Canio (* 1968), Fußballspieler
- Matteo Garrone (* 1968), Filmregisseur und Drehbuchautor
- Dario Gervasi (* 1968), römisch-katholischer Geistlicher und Kurienbischof
- Francesca Gregorini (* 1968), italienisch-US-amerikanische Regisseurin, Drehbuchautorin und Filmproduzentin
- Franziska Nori (* 1968), deutsch-italienische Kunsthistorikerin, Kuratorin und Museumsdirektorin
- Paolo Ricciardi (* 1968), römisch-katholischer Geistlicher, Bischof von Jesi

##### 1969
- Lucilla Andreucci (* 1969), Langstreckenläuferin
- Pierfrancesco Favino (* 1969), Filmschauspieler
- Valerio Fiori (* 1969), Fußballspieler und -trainer
- Massimo Pupilo (* 1969), Fusion- und Improvisationsmusiker
- Yvonne Sciò (* 1969), Schauspielerin
- Kim Rossi Stuart (* 1969), Film- und Theaterschauspieler; Filmregisseur
- Dario Tamburrano (* 1969), Politiker

##### 1970
- Stefano Battistelli (* 1970), Schwimmer
- Francesco Fronterotta (* 1970), Philosophiehistoriker
- Michela Marzano (* 1970), Philosophin, Hochschullehrerin, Autorin und Politikerin
- Marco Mattiacci (* 1970), Manager in der Automobilbranche und 2014 Formel-1-Teamchef der Scuderia Ferrari
- Manuela Melchiorri (* 1970), Schwimmerin
- Chiara Parisi (* 1970), französisch-italienische Kunsthistorikerin
- Gianluca Ramazzotti (* 1970), Schauspieler und Synchronsprecher
- Lucia Riccelli (* 1970), Malerin und Performance-Künstlerin
- Daniele Salera (* 1970), römisch-katholischer Geistlicher, Bischof von Ivrea
- Gaia Zucchi (* 1970), Schauspielerin

#### 1971 bis 1980

##### 1971
- Max Biaggi (* 1971), Motorradrennfahrer
- Raoul Bova (* 1971), Schauspieler und Fotomodell
- Fabrizio De Simone (* 1971), Automobilrennfahrer
- Luigi Di Biagio (* 1971), Fußballspieler und -trainer
- Marco Gerini (* 1971), Wasserballspieler
- Joel McHale (* 1971), US-amerikanischer Schauspieler und Comedian
- Jordi Serangeli (* 1971), prähistorischer Archäologe
- Luca Trevisan (1971–2024), Mathematiker und Informatiker

##### 1972
- Giorgio Calcaterra (* 1972), Langstrecken- und Ultramarathonläufer
- Daniele Capezzone (* 1972), Journalist und Politiker
- Federico Ughi (* 1972), Jazz-Schlagzeuger

##### 1973
- Paola Cortellesi (* 1973), Schauspielerin und Moderatorin
- Cristiano Doni (* 1973), Fußballspieler
- Giancarlo Fisichella (* 1973), Automobilrennfahrer
- Emanuela Garuccio (* 1973), Filmschauspielerin und ein Model
- Jens Lubbadeh (* 1973), deutscher Wissenschaftsjournalist und Science-Fiction-Schriftsteller
- Martina Miceli (* 1973), Wasserballspielerin
- Federica Mogherini (* 1973), Politikerin
- Luca Pirri (* 1973), Automobilrennfahrer
- Ashraf Saber (* 1973), Sprinter

##### 1974
- Flavio Roma (* 1974), Fußballspieler
- Walter Villadei (* 1974), Kampfpilot und Raumfahrer

##### 1975
- Asia Argento (* 1975), Schauspielerin und Regisseurin
- Marco Cioci (* 1975), Automobilrennfahrer
- Chiara Civello (* 1975), Jazzmusikerin
- Alessandro Giallatini (* 1975), Fußballschiedsrichterassistent
- Francesco Lepre (* 1975), Judoka
- Susanna Nicchiarelli (* 1975), Filmregisseurin und Drehbuchautorin
- Patrizia Panico (* 1975), Fußballspielerin
- Luca Wilhelm Prayon (* 1975), deutscher Politiker (CDU)
- Alfredo Rampi (1975–1981), stürzte in einen artesischen Brunnen, trotz Rettungsversuchen tot geborgen worden
- Roberto Regoli (* 1975), katholischer Theologe und Historiker

##### 1976
- Valentina Cervi (* 1976), Schauspielerin
- Marco Di Vaio (* 1976), Fußballspieler
- Caterina Guzzanti (* 1976), Schauspielerin und Komikerin
- Fabio Liverani (* 1976), Fußballspieler und -trainer
- Alessandro Nesta (* 1976), Fußballspieler
- Violante Placido (* 1976), Schauspielerin und Sängerin
- Andy Selva (* 1976), san-marinesischer Fußballspieler
- Renato Tarantelli Baccari (* 1976), Weihbischof und Vizegerent im Bistum Rom
- Francesco Totti (* 1976), Fußballspieler

##### 1977
- Ambra Angiolini (* 1977), Filmschauspielerin
- Laura Bispuri (* 1977), Regisseurin
- Francesca Bria (* 1977), Wirtschafts- und Sozialwissenschaftlerin
- Cristian Bucchi (* 1977), Fußballspieler und -trainer
- Leonardo Giordani (* 1977), Radrennfahrer
- Fabio Grosso (* 1977), Fußballspieler
- Giorgia Meloni (* 1977), Politikerin

##### 1978
- Fabio Firmani (* 1978), Fußballspieler
- Virginia Raggi (* 1978), Rechtsanwältin und Politikerin (M5S); seit 2016 Bürgermeisterin von Rom
- Alessandro Roja (* 1978), Schauspieler, Drehbuchautor und Filmproduzent
- Rocco Ronzani (* 1978), katholischer Theologe

##### 1979
- Myriam Catania (* 1979), Schauspielerin und Synchronsprecherin
- Edoardo Pesce (* 1979), Schauspieler

##### 1980
- Mariacarla Boscono (* 1980), Fotomodell
- Cristiana Capotondi (* 1980), Schauspielerin
- Carolina Crescentini (* 1980), Schauspielerin
- Maurizio Domizzi (* 1980), Fußballspieler
- Elio Germano (* 1980), Schauspieler
- Marianna Madia (* 1980), Politikerin
- Virginia Raffaele (* 1980), Komikerin und Schauspielerin
- Licia Troisi (* 1980), Fantasy-Schriftstellerin

#### 1981 bis 1990

##### 1981
- Elisa Amoruso (* 1981), Drehbuchautorin und Regisseurin
- Richard Antinucci (* 1981), US-amerikanischer Automobilrennfahrer
- Ilary Blasi (* 1981), Schauspielerin und Fotomodell
- Gianmaria Bruni (* 1981), Automobilrennfahrer
- Marco De Luca (* 1981), Geher
- Federica Faiella (* 1981), Eiskunstläuferin
- Paolo Lorenzi (* 1981), Tennisspieler
- Emiliano Moretti (* 1981), Fußballspieler
- Jasmine Trinca (* 1981), Schauspielerin

##### 1982
- Agnese Allegrini (* 1982), Badmintonspielerin
- Simone Farina (* 1982), Fußballspieler
- Noemi (* 1982), Sängerin
- Barbara Ronchi (* 1982), Schauspielerin
- Antonella Sberna (* 1982), Politikerin (FdI), MdEP
- Marguerite Sikabonyi (* 1982), Schauspielerin

##### 1983
- Cesare Bovo (* 1983), Fußballspieler
- Flavio Cipolla (* 1983), Tennisspieler
- Stefano Costantini (* 1983), Unternehmer und Autorennfahrer
- Francesco Diodati (* 1983), Jazzmusiker
- Anna Favella (* 1983), Schauspielerin
- Clara Iannotta (* 1983), Komponistin
- Primo Reggiani (* 1983), Schauspieler
- Daniele De Rossi (* 1983), Fußballspieler
- Alessio Sestu (* 1983), Fußballspieler
- Serena Tolino (* 1983), Islamwissenschaftlerin

##### 1984
- Sveva Alviti (* 1984), Schauspielerin und Model
- Alberto Aquilani (* 1984), Fußballspieler
- Giulia Carcasi (* 1984), Schriftstellerin
- Ignazio Corrao (* 1984), Politiker
- Daniele Corvia (* 1984), Fußballspieler
- Vincenzo Latronico (* 1984), Schriftsteller und Übersetzer
- Chiara Mastalli (* 1984), Schauspielerin
- Giorgia Minnella (* 1984), Balletttänzerin und Schauspielerin
- Federico Peluso (* 1984), Fußballspieler
- Michael Schermi (* 1984), Schauspieler und Filmschaffender

##### 1985
- Andrea Bargnani (* 1985), Basketballspieler
- Fabio Massimo Castaldo (* 1985), Politiker
- Gianluca Curci (* 1985), Fußballtorhüter
- Riccardo Ghedin (* 1985), Tennisspieler
- Matteo Marsaglia (* 1985), Skirennläufer und Sportsoldat
- Paolo Maria Nocera (* 1985), Rennfahrer

##### 1986
- Giulia Arcioni (* 1986), Sprinterin
- Alessandro Borghi (* 1986), Filmschauspieler
- Letizia Ciampa (* 1986), Schauspielerin und Synchronsprecherin
- Erika Ferraioli (* 1986), Schwimmerin
- Niccolò Gitto (* 1986), Wasserballspieler
- Leandro Greco (* 1986), Fußballspieler und -trainer
- Giorgio Rubino (* 1986), Leichtathlet
- Greta Scarano (* 1986), Schauspielerin
- Fernando Silva (* 1986), brasilianischer Schwimmer

##### 1987
- Caterina Banti (* 1987), Seglerin
- Vittoria Bussi (* 1987), Radrennfahrerin
- Antonio Candreva (* 1987), Fußballspieler
- Francesco Castellacci (* 1987), Automobilrennfahrer
- Michela Cerruti (* 1987), Automobilrennfahrerin
- Simone Corsi (* 1987), Motorradrennfahrer
- Alessia Filippi (* 1987), Schwimmerin
- Fabrizio Grillo (* 1987), Fußballspieler
- Aleandro Rosi (* 1987), Fußballspieler

##### 1988
- Flavio Apel (* 1988), Künstler
- Giulia Caminito (* 1988), Schriftstellerin
- Danilo Campisi (* 1988), italienisch-österreichischer Profitänzer, Tanzsporttrainer, Choreograf und Wertungsrichter
- Vanessa Hessler (* 1988), Fotomodell und Schauspielerin
- Federica Radicchi (* 1988), Wasserballspielerin
- Lorenzo De Silvestri (* 1988), Fußballspieler
- Margherita Vicario (* 1988), Schauspielerin und Popsängerin

##### 1989
- Alfredo Balloni (* 1989), Radrennfahrer
- Maria Benedicta Chigbolu (* 1989), Leichtathletin
- Alessio Foconi (* 1989), Fechter
- Valentina Parisse (* 1989), Popsängerin

##### 1990
- Elodie Di Patrizi (* 1990), Popsängerin
- Francesca Marsaglia (* 1990), Skirennläuferin
- Filippo Tirabassi (* 1990), Schauspieler
- Daniel Zampieri (* 1990), Rennfahrer

#### 1991 bis 2000

##### 1991
- Andrea Bertolacci (* 1991), Fußballspieler
- Pietro Castellitto (* 1991), Schauspieler, Filmregisseur und Autor
- Martina Di Giuseppe (* 1991), Tennisspielerin
- Alessandro Florenzi (* 1991), Fußballspieler
- Francesca Lollobrigida (* 1991), Inline-Speedskaterin und Eisschnellläuferin
- Federico Macheda (* 1991), Fußballspieler

##### 1992
- Luca Antei (* 1992), Fußballspieler
- Enrico Berrè (* 1992), Säbelfechter
- Nastassja Burnett (* 1992), Tennisspielerin
- Alessandro Kouzkin (* 1992), italienisch-russischer Rennfahrer
- Andrea Lattanzi (* 1992), Schauspieler
- Dennis Villanueva (* 1992), italienisch-philippinischer Fußballspieler

##### 1993
- Federico Barba (* 1993), Fußballspieler
- Gianluca Caprari (* 1993), Fußballspieler
- Sara Jo (* 1993), serbische Sängerin
- Francesca Milani (* 1993), Judoka
- Luca Paganini (* 1993), Fußballspieler
- Silvia Di Pietro (* 1993), Schwimmerin
- Matteo Politano (* 1993), Fußballspieler
- Nicholas Presciutti (* 1993), Wasserballspieler
- Michela De Rossi (* 1993), Schauspielerin
- Stefano Sabelli (* 1993), Fußballspieler

##### 1994
- Daniele Acconci (* 1994), Beachvolleyballspieler
- Laura Adriani (* 1994), Filmschauspielerin
- Davide Biraschi (* 1994), Fußballspieler
- Roberta Bruni (* 1994), Stabhochspringerin
- Danilo Cataldi (* 1994), Fußballspieler
- Odette Giuffrida (* 1994), Judoka
- Giulia Luzi (* 1994), Schauspielerin und Popsängerin
- Sonia Malavisi (* 1994), Stabhochspringerin
- Franco Morbidelli (* 1994), Motorradrennfahrer
- Antonio Rozzi (* 1994), Fußballspieler
- Delian Stateff (* 1994), Triathlet

##### 1995
- Cecilia Sala (* 1995), Journalistin
- Ludovico Tersigni (* 1995), Schauspieler und TV-Moderator

##### 1996
- Ahmed Abdelwahed (* 1996), Leichtathlet
- Matteo Berrettini (* 1996), Tennisspieler
- Simone Forte (* 1996), Leichtathlet
- Lorenzo Pellegrini (* 1996), Fußballspieler
- Sebastiano Pigazzi (* 1996), Schauspieler, Regisseur und Produzent

##### 1997
- Guillaume Bianchi (* 1997), Florettfechter
- Leonardo Fioravanti (* 1997), Surfer
- Romana Maggiora Vergano (* 1997), Schauspielerin
- Flaminia Simonetti (* 1997), Fußballspielerin

##### 1998
- Jacopo Berrettini (* 1998), Tennisspieler
- Liam Caruana (* 1998), Tennisspieler
- Matteo Cicinelli (* 1998), Moderner Fünfkämpfer
- Michael Folorunsho (* 1998), Fußballspieler
- Fabio Di Giannantonio (* 1998), Motorradrennfahrer
- Gian Marco Moroni (* 1998), Tennisspieler
- Gianmarco Nicosia (* 1998), Wasserballspieler

##### 1999
- Mirko Antonucci (* 1999), Fußballspieler
- Arianna Caruso (* 1999), Fußballspielerin
- Damiano David (* 1999), Sänger
- Antonia Fotaras (* 1999), Schauspielerin
- Davide Frattesi (* 1999), Fußballspieler
- Luca Pellegrini (* 1999), Fußballspieler
- Fotinì Peluso (* 1999), Schauspielerin
- Gianluca Scamacca (* 1999), Fußballspieler

##### 2000
- Eloisa Coiro (* 2000), Leichtathletin
- Giada Greggi (* 2000), Fußballspielerin
- Holden (* 2000), Popsänger
- Beatrice Mallozzi (* 2000), Triathletin
- Martin Marcellusi (* 2000), Radrennfahrer
- Carolina Visca (* 2000), Speerwerferin

### 21. Jahrhundert

#### 2001 bis 2010
- Dennis Foggia (* 2001), Motorradrennfahrer
- Laura Rogora (* 2001), Sportkletterin
- Antonio Tiberi (* 2001), Radrennfahrer
- Giulio Zeppieri (* 2001), Tennisspieler
- Edoardo Bove (* 2002), Fußballspieler
- Riccardo Calafiori (* 2002), Fußballspieler
- Matteo Cancellieri (* 2002), Fußballspieler
- Matteo Gigante (* 2002), Tennisspieler
- Chiara Pellacani (* 2002), Wasserspringerin
- Giuliano Simeone (* 2002), argentinisch-spanischer Fußballspieler
- Romano Floriani Mussolini (* 2003), Fußballspieler
- Valentino Caputi (* 2004), brasilianischer Skirennläufer
- Deva Cassel (* 2004), französisch-italienische Schauspielerin und Model
- Alessia Mîțu-Cosca (* 2004), rumänische Skispringerin
- Niccolò Pisilli (* 2004), Fußballspieler
- Petit (* 2005), Rapper
- Luca Lunetta (* 2006), Motorradrennfahrer
- Christian Monaldi (* 2006), Kinderdarsteller
- Gabriele Cristini (* 2010), Kinderdarsteller

## Geburtsjahr unbekannt
- Adeodatus I. († 618), Papst (615–618)
- Adeodatus II. († 676), Papst (672–676)
- Aegidius Romanus (um 1243–1316), Augustiner-Eremit
- Agapitus I. († 536), Papst (535–536)
- Agnes von Rom (um 237–250), Märtyrin
- Alexander I. († 115), Bischof von Rom (106–115)
- Anaklet († 88(?)), Papst, etwa 79–88
- Anaklet II. (um 1090–1138), Gegenpapst zu Papst Innozenz II.
- Anastasius III. († 913), Papst von 911 bis 913
- Anastasius IV. (um 1073–1154), Papst von 1153 bis 1154
- Tullia d’Aragona (um 1510–1556), Kurtisane, Dichterin und Philosophin
- Vittoria Archilei, genannt „la Romanina“ (* ca. 1560–um 1645), berühmte Sängerin (Sopran)
- Maria Chiara Argirò (* ≈1990), Jazzmusikerin
- Benedikt VI. († 974), Papst von 973 bis 974
- Benedikt VII. († 983), Papst von 974 bis 983
- Marianna Benti Bulgarelli, gen. „la Romanina“ (um 1684–1734), Opernsängerin (Sopran)
- Giovanni Boccamazza († 1309), Bischof und Kardinal
- Bonifatius von Tarsus († um 306), römischer altkirchlicher Märtyrer
- Bonifatius II. († 532), Papst von 530 bis 532
- Bonifatius III. († 607), Papst vom 19. Februar bis 12. November 607
- Giovanni Antonio Boretti (um 1640 – 1672), Opernsänger
- Orazio Borgianni (um 1578 – 1616), Maler und Kupferstecher
- Cäcilia von Rom (* um 200 n. Chr.; † um 230), christliche Heilige, Jungfrau und Märtyrin
- Calpurnia (* um 77 v. Chr.), dritte Frau Gaius Iulius Caesars
- Justus von Canterbury († zwischen 627 und 631), Missionar, Erzbischof von Canterbury
- Angelo Capranica (um 1415 – 1478), Bischof und Kardinal
- Pietro Cavallini (um 1250–um 1330), Maler
- Angelo Celsi (um 1600–1671), Kardinal
- Alessandro Cesarini (* um 1475 – 1542), Bischof und Kardinal
- Clemens von Rom (* um 50; † 97 oder 101), einer der Apostolischen Väter
- Clemens III. († 1191), Papst von 1187 bis 1191
- Coelestin III. (* etwa 1106; † 1198), Papst von 1191 bis 1198
- Agapito Colonna († 1380), Bischof und Kardinal
- Giacomo Colonna, (* um 1250 – 1318), Kardinal
- Prospero Colonna (* um 1410; † 1463), Kardinal der römisch-katholischen Kirche
- Stefano Colonna († 1378 oder 1379), Kardinal
- Marcus Antonius Creticus († 71 v. Chr.), römischer Politiker
- Innocenzo Del Bufalo de’ Cancellieri (1565/66–1610), Kardinal
- Eugenia von Rom (* um 180; † 258 oder 262), christliche Märtyrerin
- Fabianus (* vor 200; † 250), Märtyrer und von 236 bis 250 Bischof von Rom
- Felicianus († um 305), Christ und Märtyrer in Rom, Geburtsort Rom unsicher
- Felicitas († um 166), römische Christin und Märtyrerin
- Felix I. († 274), Bischof von Rom von 269 bis 274
- Bruno Francisci († 1989), Automobil- und Motorradrennfahrer
- Antiveduto Gramatica (um 1571 – 1626), Maler
- Gregor der Große (um 540–604), Papst von 590 bis 604 und Kirchenlehrer
- Gregorio della Suburra († um 1162), Kardinal der römisch-katholischen Kirche
- Honorius III. (um 1148–1227), Papst von 1216 bis 1227
- Honorius IV. (um 1210–1287), Papst von 1285 bis 1287
- Immanuel ha-Romi (um 1261–um 1335), Dichter in hebräischer Sprache
- Nathan ben Jechiel (um 1020–1106), jüdischer Gelehrter
- Johannes VIII. (* vor 852; † 882), Papst von 872 bis 882
- Julius I. († 352), Papst von 337 bis 352
- Marcello Lante (verm. 1561 – 1652), Bischof und Kardinal
- Leo III. (um 750 – 816) war Papst von 795 bis 816
- Leo VII. († 939), Papst von 936 bis 939
- Leo VIII. († 965), Papst von 963 bis 965
- Liberius († 366), Bischof von Rom von 352 bis 366
- Lucius I. († 254), Bischof von Rom von 253 bis 254
- Ludwig VI. (1328–1364/65), Herzog von (Ober-)Bayern und Markgraf und erster Kurfürst von Brandenburg
- Latino Malabranca Orsini (um 1235 – 1294), Kardinal
- Laura Mancini (1635/36–1657), Herzogin von Mercœur
- Marcella (* um 325; † um 410), Märtyrin der christlichen Kirche
- Pietro Marini (1793/1794–1863), Kardinal
- Giulia Masotti, genannt „La Dori“ oder „Giulia Romana“ (ca. 1650–1701), Sopranistin und Opernsängerin
- Nicola Michetti (* um 1680; † 1758/59), Architekt
- Donatus von Münstereifel (* um 140; † vor 180), römischer Heerführer und katholischer Heiliger
- Filippo Napoletano (um 1587 – 1629), Maler
- Nikolaus III. (* zw. 1210 und 1220; † 1280), Papst von 1277 bis 1280
- Giacomo Orsini (um 1350–1379), Kardinal der Römischen Kirche
- Giovan Battista Pacichelli (≈1641–1695), Abt, Historiker, Reisender und Autor
- Francesco Peparelli (≈1585 – 1641), Architekt
- Alberto Pomeranz († nach 2000), Pianist, Komponist und Musikpädagoge
- Giacomo della Porta (≈1532–1602), Architekt und Bildhauer
- Titus Pullo (1. Jh. v. Chr.), Centurio
- Anna Renzi, genannt „Romana“ (ca. 1620–nach 1662), Opernsängerin (Sopran)
- Tommaso Salini (um 1575 – 1625), Maler
- Massimo Scanziani (* vor 1970), schweizerischer Neurowissenschaftler
- Silvester IV. († 1111), Gegenpapst von 1105 bis 1111 zu Paschalis II.
- Tatjana von Rom (* zwischen 222 und 235; † vor 250), christliche Märtyrin
- Gianfranco Tedeschi, Kontrabassist
- Lorenzo Valla (1405/07–1457), Humanist und Kanoniker
- Vigilius (um 500 – 555), Papst von 537 bis zum 7. Juni 555
- Giovanni da Vigo (um 1450 – 1525), Mediziner (15./16. Jahrhundert)
- Lucius Vorenus (1. Jh. v. Chr.), Centurio
- Giovanni Zamboni (* nach 1650), Komponist